# حقل أوزوكي الجوي
حقل أووكي الجوي (باليابانية: 小月飛行場) ، هي قاعدة عسكرية جوية يابانية، تقع في مدينة ياماغوتشي بمقاطعة ياماغوتشي في الجنوب الغربي من اليابان..